# Joan Caulfield
Joan Caulfield (1 de junio de 1922 - 18 de junio de 1991) fue una actriz y modelo estadounidense. Tras su descubrimiento por productores de Broadway, inició una carrera teatral en 1943 que la llevó a la firma de un contrato para trabajar en el cine con Paramount Pictures.  

## Biografía
Nacida en East Orange, Nueva Jersey, su familia se mudó a West Orange, Nueva Jersey, durante su infancia aunque siguió estudiando en la Morristown-Beard School de Orange, Nueva Jersey. Durante sus años de adolescente su familia se trasladó a Nueva York, completando Caulfield sus estudios en la Universidad de Columbia. 
Uno de sus papeles más destacados llegó cuando fue cedida para trabajar con Warner Bros. en The Unsuspected (1947) junto a Claude Rains y Audrey Totter. Más adelante trabajó principalmente en la televisión, actuando en programas como Cheyenne, Baretta, y Murder, She Wrote, con Angela Lansbury. En la temporada de 1957-1958 Caulfield protagonizó su propia sitcom para la NBC, Sally, en la cual trabajaba con Marion Lorne, Gale Gordon y Arte Johnson.
Joan Caulfield, que había vivido en Beverly Hills, falleció a causa de un cáncer de pulmón en el Centro Médico Cedars-Sinai de Los Ángeles, California, en 1991, con 69 años de edad. Sus restos fueron incinerados, y sus cenizas esparcidas en el mar. Su fallecimiento fue coincidente con el de la actriz Jean Arthur, primera esposa del marido de Caulfield, Frank Ross, Jr. 